# Aosa gilgiana
Aosa gilgiana là một loài thực vật có hoa trong họ Loasaceae. Loài này được (Urb.) Weigend mô tả khoa học đầu tiên năm 2006.